# Derovatellus mocquerysi
Derovatellus mocquerysi är en skalbaggsart som beskrevs av Régimbart 1895. Derovatellus mocquerysi ingår i släktet Derovatellus och familjen dykare. Inga underarter finns listade i Catalogue of Life.